# La voce della luna
La voce della luna is een Italiaans-Franse dramafilm uit 1990 onder regie van Federico Fellini.

## Verhaal
De maanzieke Salvini leeft in een droomwereld. Hij is verliefd op de mooie Aldini, maar zij wil niets van hem weten. Op het dak ontmoet hij de paranoïde Nestore, die verlaten is door zijn vrouw. Hij denkt dat er een complot gaande is tegen de mensheid. Dat complot vindt volgens hem plaats in een lawaaiige discotheek.

## Rolverdeling
| Acteur              | Personage                   |
| ------------------- | --------------------------- |
| Roberto Benigni     | Ivo Salvini                 |
| Paolo Villaggio     | Gonnella                    |
| Nadia Ottaviani     | Aldina                      |
| Marisa Tomasi       | Marisa                      |
| Angelo Orlando      | Nestore                     |
| Sim                 | Fluitspeler                 |
| Syusy Blady         | Susy                        |
| Dario Ghirardi      | Journalist                  |
| Dominique Chevalier | Eerste broer van Micheluzzi |
| Nigel Harris        | Tweede broer van Micheluzzi |
| Vito                | Derde broer van Micheluzzi  |
| Daniela Airoldi     |                             |
| Stefano Antonucci   |                             |
| Ferruccio Brembilla |                             |
| Stefano Cedrati     |                             |

## Prijzen en nominaties
| Jaar | Prijs              | Categorie              | Genomineerde(n)                        | Uitslag     |
| ---- | ------------------ | ---------------------- | -------------------------------------- | ----------- |
| 1990 | David di Donatello | Beste acteur           | Paolo Villaggio                        | Gewonnen    |
| 1990 | David di Donatello | Beste productieontwerp | Dante Ferretti                         | Gewonnen    |
| 1990 | David di Donatello | Beste montage          | Nino Baragli                           | Gewonnen    |
| 1990 | David di Donatello | Beste film             | La voce della luna                     | Genomineerd |
| 1990 | David di Donatello | Beste regie            | Federico Fellini                       | Genomineerd |
| 1990 | David di Donatello | Beste productie        | Mario Cecchi Gori Vittorio Cecchi Gori | Genomineerd |
| 1990 | David di Donatello | Beste camerawerk       | Tonino Delli Colli                     | Genomineerd |
| 1990 | David di Donatello | Beste geluid           | Nicola Piovani                         | Genomineerd |
| 1990 | David di Donatello | Beste kostuumontwerp   | Maurizio Millenotti                    | Genomineerd |
| 1991 | Nastro d'Argento   | Beste geluid           | Nicola Piovani                         | Gewonnen    |
| 1991 | Nastro d'Argento   | Beste acteur           | Paolo Villaggio                        | Genomineerd |